# Piotr Mowlik
Piotr Mowlik (født 21. april 1951 i Rybnik) er en polsk tidligere fodboldspiller (målmand).

## Karriere

### Klubber
Mowlik spillede størstedelen af sin karriere i hjemlandet, hvor han blandt andet spillede seks sæsoner i både Legia Warszawa og Lech Poznań. Hos Lech var han i 1983 med til at vinde det polske mesterskab. Han sluttede sin karriere af med indendørs fodbold i USA.

### Landshold
Efter at have spillet enkelte kampe på det polske U/21-landshold debuterede Mowlik for det polske A-landshold i 1974 i en venskabskamp mod Canada. Han opnåede i alt 17 kampe for A-landsholdet i perioden frem til 1982. Han var således med til at vinde bronze ved VM i 1982 i Spanien. Her var han dog reserve for førstevalget Józef Młynarczyk og kom ikke på banen i turneringen.
Han var desuden ved OL i 1976 i Montreal, hvor fodboldturneringen var  ramt af flere afbud. Således bestod Polens indledende pulje kun af tre hold, og Polen vandt puljen med en sejr og en uafgjort. Ved dette OL gik de to bedste hold fra hver pulje videre til kvartfinalerne, og her vandt Polen med 5-0 over Nordkorea. Med sejr på 2-0 i semifinalen over Brasilien var holdet klar til finalen mod DDR, som vandt 3-1, så dermed blev det til OL-sølv til Polen og Mowlik, mens Sovjetunionen vandt bronze med sejr over Brasilien. Mowlik spillede blot én af kampene i turneringen: finalen mod DDR.